# Salix irrorata
Espèce
Salix irrorata (en anglais, blue-stem willow) est une espèce de plantes à fleurs de la famille des Salicaceae. C'est un saule originaire du sud-ouest des États-Unis, proposée comme plante ornementale en jardinerie.

## Description
Salix irrorata est un arbuste érigé capable de supporter un peu le sec. La floraison décorative apporte des chatons à cupule noire puis grise et enfin jaune rouge. L'écorce des rameaux va du rouge noirâtre à un stade pruineux et blanc. Ses feuilles lancéolées sont vert franc sur le dessus et blanc argenté dessous. Les stipules sont absents ou rudimentaires. En mars-avril, ses chatons sont gris. Il préfère une exposition au soleil et atteint une taille de 4 mètres à l'âge d'une vingtaine d'années,.